# Metallochlora pudica
Metallochlora pudica är en fjärilsart som beskrevs av Arnold Pagenstecher 1900. Metallochlora pudica ingår i släktet Metallochlora och familjen mätare. Inga underarter finns listade i Catalogue of Life.